# Bismarckturm (Frankfurt an der Oder)

Bismarckturm, 1901

Der Bismarckturm von Frankfurt an der Oder war ein Denkmal auf den Schäfereibergen im Stadtteil Dammvorstadt von Frankfurt (Oder), Deutsches Reich. Der Standort befindet sich heute in Słubice, Polen.

## Baubeschreibung
Der Turm war 15 m hoch mit einem nach oben herausragenden Fundament auf einer Grundfläche von 6,80 × 6,80 Metern. Auf dem Fundament erhob sich ein einstufiger quadratischer Sockel mit einer Seitenlänge von 5,60 × 5,60 Metern. Auf dem Sockel stand der sich der nach oben hin leicht verjüngende Turmschaft. Die vier Kanten des Schaftes bestanden aus Dreiviertelsäulen, die von einem Architrav mit mehrstufigem Oberbau nach oben abgeschlossen wurden.
Zur Stadtseite hin wurde eine Sandsteinplatte mit Bismarcks Wappen und seinem Wahlspruch lateinisch in trinitate robur ‚in der Dreieinigkeit liegt die Kraft‘ angebracht.
Durch eine Tür auf der Rückseite der Säule gelangte man in einen Hohlraum, von dem Steigeisen bis zur Feuerschale führten. Die fest eingemauerte Feuerschale aus Kesselblech hatte einen Durchmesser von 2,40 m und eine Höhe von 0,40 m.
Zur Befeuerung wurde die Feuerschale mit einem halben Fass Teer und sieben Festmetern Brennholz versehen. Das Holz wurde quadratisch bis zu einer Höhe von zwei Metern aufgerichtet und mit Teer und Petroleum übergossen.

## Geschichte
Am 27. März 1899 beschlossen drei in den Osterferien in ihrer Heimatstadt Frankfurt (Oder) weilende Studenten sowie einige Alte Herren, die im Voraus gezahlten Beiträge für einen am 1. April 1899 geplanten Bismarckkommers für den Bau einer Bismarcksäule zu verwenden. In den folgenden Tagen konnten Bürger aus Frankfurt (Oder) für das geplante Projekt zu Ehren Otto von Bismarcks begeistert werden, insbesondere durch den Altertumsforscher und Weingroßhändler Michael Martin Lienau. Es wurden erste Spendensammlungen durchgeführt. Bei einer ersten Versammlung von Akademikern und Bürgern am 14. April 1899 wurde ein engerer Ausschuss für den Bau einer Bismarcksäule gebildet. Dieser startete einen Aufruf, um Spenden für den Turmbau zu sammeln. Vorsitzender des Ausschusses war Generalleutnant a. D. Gustav von Schrötter.
Der Ausschuss entschied sich für den Entwurf „Götterdämmerung“ des Architekten Wilhelm Kreis. Der Entwurf sah eine Feuersäule ohne Aussichtsfunktion vor. Die Plattform mit der Feuerschale konnte nur über die Steigeisen erreicht werden.
Obwohl Architekt Wilhelm Kreis eingeladen wurde, nach Frankfurt zu kommen, um seine Meinung zum geplanten Bauplatz abzugeben, blieb eine Antwort von ihm bis Herbst 1899 aus. So entschied sich der Ausschuss Anfang 1900 ohne Unterstützung des Architekten für den 240 m südlich der Grundschäferei gelegenen Platz auf den Schäfereibergen südöstlich der Stadt. Der Bauplatz wurde gewählt, weil der Turm von der Oderbrücke gut sichtbar war, eine geeignete Fahrstraße für die Lieferung der Baumaterialien aufwies und die Entfernung zum Wald ausreichend genug war, damit bei der Befeuerung der Säule der städtische Forst nicht gefährdet werden konnte. Vom Fuße des Turmes bot sich unter anderem ein Blick auf das Schlachtfeld der Schlacht bei Kunersdorf.
Der Pächter des Bauplatzes, ein Herr Thiede-Rothvorwerk, überließ die zum Turmbau erforderlichen zwei Morgen Land zum Selbstkostenpreis von 12 Mark Pacht pro Jahr. Die Stadt als Eigentümerin des Geländes verlangte vom Ausschuss eine jährliche Anerkennungsgebühr in Höhe von 1 Mark. Zudem gestattete die Stadt dem Ausschuss, im Booßener Wald nach Granitfindlingen zu graben. Die Lieferung des Baumaterials wurde im Februar 1900 ausgeschrieben. Die Anfuhr der Findlingssteine wurde ab dem 20. April 1900 durchgeführt.
Finanziert wurde die 11.000 Mark teure Säule durch private Spenden aus der Umgebung. Bauoberleiter war Baurat Paul Hesse, die Ausführung der Arbeiten übernahmen die Zimmermeister Otto Stumpf und Friedrich Matzdorff aus Frankfurt (Oder).
Ein Bismarck-Verein unter Vorsitz von Gustav von Schroetter wurde am 1. April 1905 gegründet. Dieser übernahm die Betreuung der Säule. Im März 1906 wurde im Verein beschlossen, alle fünf Jahre eine große Bismarck-Feier anlässlich dessen Geburtstages zu feiern. Gesichert nachgewiesen ist, das in den Jahren 1909 bis 1915 sowie im Jahre 1924 jeweils am 1. April ein Feuer auf dem Turmkopf entzündet wurde.
Als gegen Ende des Zweiten Weltkrieges die Rote Armee vor Frankfurt stand, sprengte die Wehrmacht um den 20. Februar 1945 den Turm, um der feindlichen Artillerie und Luftwaffe weniger Orientierungspunkte im Gelände zu geben.
Noch 2008 waren Reste der gesprengten Säule am Standort aufzufinden.